# 重庆市南岸区珊瑚实验小学校
重庆市南岸区珊瑚实验小学校创办于1986年。现址位于中华人民共和国重庆市南岸区金山路140号，是重庆市首批示范小学、第一届全国文明校园之一。
校训为以学生的发展为本，育未来人。
现任校长是刘彦挺。